# Eubelum stanleyanum
Eubelum stanleyanum är en kräftdjursart som beskrevs av Van Name 1920. Eubelum stanleyanum ingår i släktet Eubelum och familjen Eubelidae. Inga underarter finns listade i Catalogue of Life.